# Travessia de Sant Roc (Igualada)
La Travessia de Sant Roc és un conjunt arquitectònic del municipi d'Igualada (Anoia) protegit com a bé cultural d'interès local.

## Descripció
El conjunt consta de dues parts, una porxada que cobreix solament les voleres i una altra part en forma de portal, en la qual són remarcables uns arcs escarsers. Dins la part porxada cal destacar la poca uniformitat de les columnes que donen una idea de construcció arcaica i la col·locació d'un dintell entre columna i columna.

## Història
La Plaça Vella formava part d'un espai urbà coherent, que es devia correspondre a grans trets amb l'expansió urbana anterior al segle xiii. L'espai de la plaça tenia la seva continuació en el conjunt dels carrerons que devien conformar el nucli de la ciutat anterior al segle xiv de la qual solament resta l'arc ogival que dona entrada al carreró de Sant Miquel des del carrer de Santa Maria.